# Cerco de Kunduz
O cerco de Kunduz ocorreu em 2001 durante a Guerra no Afeganistão. Após a queda de Mazar-i-Sharif em 9 de novembro, o foco do avanço da Aliança do Norte deslocou-se para a cidade de Kunduz, que era o último reduto do Talibã no norte do Afeganistão. 
As forças sob o comando do general Mohammed Daud Daud reuniram-se com conselheiros das Forças Especiais do Exército dos Estados Unidos e avançaram até a cidade de Taloqan, chegando aos arredores da cidade em 11 de novembro. Ali, as forças de Daud atacaram sem o apoio aéreo estadunidense, derrotando rapidamente os talibãs e assumindo o controle da cidade.
Após expulsar os talibãs de Taloqan, as forças de Daud avançaram para sitiar Kunduz. Inicialmente enfrentaram uma forte resistência, fazendo com que Daud decidisse entrincheirar suas forças em torno da cidade e usar o apoio aéreo estadunidense para enfraquecer os talibãs. Durante os próximos onze dias, aviões estadunidenses bombardearam posições do Talibã, destruindo 44 complexos de bunkers, 12 tanques e 51 caminhões, bem como numerosos depósitos de suprimentos. 
Vários milhares de combatentes estrangeiros do Talibã e al-Qaeda, juntamente com agentes da Inter-Services Intelligence e o pessoal militar paquistanês, foram evacuados por aeronaves da Força Aérea do Paquistão nos últimos três dias do cerco, em um evento que foi apelidado de "Ponte Aérea do Mal".
Em 22 de novembro, as forças de Daud capturaram a cidade vizinha de Khanabad. Com a deterioração de sua posição, as forças talibãs dentro de Kunduz concordaram em render-se em 23 de novembro.  Após a rendição dos talibãs, houve relatos de saques por militantes da Aliança do Norte, bem como de execuções de prisioneiros talibãs. 
Grupos de direitos humanos estimam que várias centenas ou milhares de prisioneiros capturados morreram durante ou depois do trajeto para a prisão de Sherberghan.  Essas mortes tornariam-se conhecidas como massacre de Dasht-i-Leili. Ocorreram alegações, nomeadamente pelo colunista Ted Rall e pelo documentário de Jamie Doran de 2002 Afghan Massacre: The Convoy of Death, que as tropas estadunidenses estiveram envolvidas.  Um relatório de julho de 2009 no New York Times fez com que o presidente dos Estados Unidos, Barack Obama, pedisse uma investigação sobre a forma como o governo Bush tratou os pedidos de investigação do massacre. 